# Salvatore Tomaselli
Salvatore Tomaselli (Nicolosi, 29 gennaio 1830 – Catania, 1º agosto 1906) è stato un medico italiano.
Studiò semeiotica clinica sotto la scuola di Biagio Lauro, a Napoli. Nel 1865 gli venne assegnata la cattedra di Anatomia patologica presso l'Università di Catania, dove insegnò per quasi 50 anni e fu anche rettore.
Fu membro dell'Accademia Gioenia catanese per lo studio delle scienze naturali dal 1857 e fondò la Clinica medica presso l'Ospedale Vittorio Emanuele. Studiò la cirrosi epatica, la malaria e la brucellosi.

## Vita e opere
Figlio di Mastro Antonio Tomaselli e di donna Rosa, quarto di sei figli, Salvatore Tomaselli fu avviato agli studi del Gymnasium e poi a quelli di medicina. Grazie alle sue doti di sintesi e prontezza d'apprendimento si laureò a Catania a soli 22 anni. Si recò poi a Napoli presso il fratello maggiore, don Vincenzo Tomaselli che insegnava in un collegio, dove il Tomaselli seguì i corsi privati che erano nel pieno splendore all'epoca e si svolgevano in concorrenza con i corsi statali. Fu allievo di Biagio Lauro, il quale teneva lezioni private di medicina clinica presso l'Ospedale degli Incurabili. Ritornato in seguito a Catania, il professor Tomaselli si cimentò nell'insegnamento e nel 1855 istituì un corso privato di diagnostica presso l'Università di Catania.
Sposò Maria Peratoner, di origine tedesca, dalla quale ebbe quattro figli (Antonio, Vincenzo, Rosa e Matilde). Già a 26 anni, Tomaselli, ricopriva le più illustri cariche del campo medico universitario, infatti era docente di Semeiotica al vecchio ospedale San Marco e poi nel 1865 ebbe l'incarico di insegnare Anatomia patologica. Passò poi a insegnare Patologia medica e divenne direttore della Clinica Medica, della quale può essere considerato il fondatore. Le sue teorie innovative suscitarono parecchie critiche nell'ambiente accademico, per via delle idee conservatrici dei colleghi. Dal 1891 al 1895 fu Rettore Magnifico dell'Università degli Studi di Catania (Siciliae Studium Generale), in questo periodo ricevette svariate onorificenze.
Contribuì agli studi sulla cirrosi epatica, sulla malaria e sulla febbre di Malta (da lui denominata "febbre sudorale"). Il grande merito di Salvatore Tomaselli fu però quello di aver introdotto il chinino (e suoi succedanei) nelle terapie contro la malaria (che venne denominata "malattia del Tomaselli" nel 1874 dall'Accademia Gioenia).
Il professore Salvatore Tomaselli incaricò inoltre l'architetto Carlo Sada (l'autore del teatro "Massimo Bellini" di Catania) della costruzione della palazzina che porta il suo nome in viale Regina Margherita e piazza Roma. Le iniziali S.T. decorano il portone principale.

## Riconoscimenti e citazioni
(Tratto dal Corriere di Catania in occasione delle celebrazioni per il suo 45º anno di insegnamento.)
(Epigrafe scritta da Luigi Capuana e posta sul busto bronzeo al secondo piano del palazzo Universitario.)
Il 1º marzo 1997 gli eredi del Tomaselli donarono un busto bronzeo al comune di Nicolosi durante una solenne cerimonia civile.